# خورخي فيفالدو
خورخي فيفالدو (بالإسبانية: Jorge Vivaldo)‏ هو مدرب كرة قدم ولاعب كرة قدم أرجنتيني في مركز حراسة المرمى، ولد في 18 فبراير 1967 في مدينة لوخان، مقاطعة بوينس آيرس في الأرجنتين. لعب مع أرسنال ساراندي وأوليمبو وتشاكاريتا جيونيورز وتيرو فيديرال وديبورتيفو إسبانول ونادي أتليتيكو كولون.

## وصلات خارجية
- خورخي فيفالدو على موقع قاعدة بيانات كرة القدم.إي يو (الإنجليزية)
- خورخي فيفالدو على موقع Soccerway.com (الإنجليزية)